# Alex Carapetis
Alex Carapetis (Adelaide, 1982. április 27. –) ausztrál dobos.

## Életpályája
Dél-Ausztráliában, Adelaide-ben született, 1982 májusában. Professzionális dobos, tizenegy éves kora óta zenél. Miután 2000-ben dzsesszt tanult az Adelaide Conservatoriumban egy évig, Sydney-be költözött zenei karrierje előmozdítása érdekében. 2004-ben és 2005-ben Carapetis Jimmy Barnes-szel turnézott Ausztráliában és Új-Zélandon. 2005 júliusában Alex Delta Goodremet kísérte a Delta's Visualise turnén. Továbbá olyan művészekkel dolgozott együtt, mint Ian Moss, a Diesel zenekar, Nathan Cavaleri, a Teenager zenekar (Nick Littlemore a PNAU-ból). 
2005 októberében Trent Reznor szerződtette dobosként a Nine Inch Nails koncertzenekara számára, az akkori dobos, Jerome Dillon egészségi problémái miatt. Kinevezése sok rajongót meglepetésként ért, mivel ezt megelőzően Carapetis nem volt széles körben ismert, és korábban még nem dolgozott a Nine Inch Nails-szel. A decemberi KROQ Acoustic Christmas koncerttel kezdődően Alexet a korábbi alkalmi dobos, Josh Freese váltotta fel.